# Silvana Armenulić
Silvana Bajraktarević, född Zilha Bajraktarević, med artistnamnet Silvana Armenulić, född  18 maj 1939 i Doboj, död 10 oktober 1976 i Kolari, nära staden Smederevo, var en jugoslavisk musiker av bosniakiskt ursprung, mest känd under genren sevdah (folkmusiken i Bosnien). Hon kallades "The Queen of Sevdalinka". Armenulić var också känd för sin unika sångröst och stil.
Hon omkom i en bilolycka med sin syster, sångerskan Mirjana Bajraktarević, den 10 oktober 1976.